# Еон (філософія)
Еон — поняття давньогрецької та сучасної філософії (філософії постмодернізму). В античності позначало століття, дорогу життя, час в іпостасі перебігу життя людини і живих істот. У сучасній філософії має відношення до часу як абстрактної категорії, протиставляється Хроносу — часу у конкретному смислі (Хронос — актуальна безкінечність, Еон — потенційна безкінечність як одна із можливих версій течії історичного часу).
Тут мова йде про Еон як філософську ідею. Еон як релігійний феномен (божество) викладено у статті Еон (божество).

## Згадки про Еон у давній час
Гомер словом «Еон» позначав віки життя.
Поняття Еон набуває згодом значення 'вічність' (Емпедокл, Анаксімандр). Так, Емпедокл був учнем Піфагора і Парменіда, в його філософії про світобудову була спроба синтезу вчення елейської школи з уявленнями Геракліта. Поняття Еон він застосовував у контексті про вічність сущого: у поемі «Про природу» він вказував, що всі речі у світі складаються із комбінацій чотирьох елементів; самі ж елементи «незмінними перебувають у вічності…» і в поемі «Очищення» говорив про душу, вигнану зі світу богів, і яка існує вічно, бо «..після смерті… залишає одне тіло й продовжує існувати в іншому…». Анаксімандр Мілетський — автор твору «Про природу», що до нас не дійшов; уперше увів до філософії поняття «архе», першоначала, що лежить в основі всього, це першоначало є апейроном — єдина, вічна, без'якісна, невизначена, матерія, що породжує безкінечну багатоманітність сущого.
У Платона «Еон — вічність» остаточно протиставляється «часу»: Еон у своїй нерухомості є квазічасовим способом існування «ідеї» (ейдосу) — про нього, за Платоном, неможливо говорити «був» чи «буде» — а лише «є». Платон використовував поняття Еон для позначення вічного світу ідей; ідеї, за його задумом, існують поза межами світу, який ми можемо відчувати чи спостерігати, як він показав у своїй знаменитій алегорії печери.
Арістотель, певною мірою пом'якшив суперечність, Еон як «життєвий вік» — «хронос», уподібнював Еон божеству, що трансцедує як простір, так і час.
В епоху еллінізму персоніфікований Еон як божество стає об'єктом релігійного культу (Еон-Зурван у містеріях Митри).
У гностицизмі Еони — одне з найважливіших понять. У багатьох гностичних системах різні еманації Бога, відомі під такими іменами, як Єдине, Монада, Айон телос (αἰών τέλεος «Найширший Еон»), Битос («Глибина», грецьке βυθός), Проархе («Першопочаток», грецьке προαρχή), Архе («Початок», грецьке ἀρχή), — називають Еонами. У різних системах ці еманації по-різному називаються, класифікуються і описуються, але теорія еманацій спільна для всіх форм Гностицизму. У Василіданському гнозисі їх називають «Синами Божими» (υἱότητες huiotetes; одн.: υἱότης huiotes); відповідно до Маркусіанського вчення, вони є цифрами та звуками; у Валентианізмі вони формують чоловічі/жіночі пари і називаються сизигами (грецьке συζυγίαι, від σύζυγοι syzygoi, букв. «поєднані разом»).
У християнській есхатологічної концепції Еон відповідає поняттю олам: ще у традиціях раннього християнства Еон набуває нового значення — «світ», проте світ у його часово-історичному розгортанні — згідно з парадигмою, що постулює винесення смислу історії за межі наявного історичного часу.
Християнська ідея «вічного життя» має коріння від слова «zoe», що значить «життя», і форми слова aeon, що разом має означати «життя в наступному еоні», «Царство Боже» або «Небеса», так само як і безсмертя, як у (Від Івана|3:16).
Відповідно до християнської доктрини загального прощення, грецького видання Нового Завіту писання використовують слово «еон» на позначення довгого періоду (можливо, 1000 років), а слово «еонічний» означає «протягом тривалого періоду»; таким чином, був час, перш ніж еони, і еонічний період є скінченним. Після того, як скінчиться земне життя кожної людини, людині буде присуджено відповідно або еонічне (себто дуже довге: традиційно перекладають як «вічне») життя або еонічне покарання. Себто, після періоду еонів, усі покарання припиняться, смерть буде подолано, і тоді Бог стане всім у кожному з нас. (1-ше послання до Коринтян|15:28). Це контрастує із загальноприйнятою вірою про вічне життя і вічне покарання.

## Еон у сучасній філософії
У контексті новітньої і постмодерністської філософії отримують «друге дихання» парадигми античної філософії, часто в нетрадиційному ключі. Поняття «Еон» набуло новаторської інтерпретації в рамках концепції «перевідкриття часу» (див. Еон, Подійність. Перевідкриття часу у розділі Постмодерн).
Окультисти Телеми (словом Еони в Телемі називаються певні часові цикли, на котрі розділено людську історію) і Ордену тамплієрів Сходу іноді кажуть про «магічний Еон», що триватиме набагато менший проміжок часу, приблизно 2000 років.
У Данила Андрєєва в «Розі світу» бачимо спогад про еони (Книга 12, Розділ 5: Зміна Еонів). Під еоном автор розуміє великий період часу, на який припадає життя сучасного людства: Перший еон — це містерія боротьби Мороку зі Світлом за оволодіня Землею і поразка Мороку"… «Другий еон, про який свідчать пророцтва як про тисячолітнє царство праведних, вступить у свої права. Його ціль — спасіння усіх без винятку, хто зірвався, хто відстав, хто упав до глибини світів Помсти, і преображення всього Шаданакара (планета Земля в сукупності її вимірів — Авт.)…» «Земля вступить у третій еон. Він зникне із космічного Енрофа (Всесвіту — Авт.), щоб у вищих… формах буття вирішити задачу третього еону: спокута Гагтунгра (демона, князя світу цього — Авт.). Це про настання третього еона клянеться великий ангел Апокаліпсису, кажучи, що часу вже не буде…».
У Х. Л. Борхеса в описі «Вавилонської лотереї» ("…якщо лотерея є інтенсифікацією випадку, періодичним уведенням хаосу в космос, себто у світопорядок, то чи не краще, аби випадок брав участь у всіх етапах розіграшу, а не лише в одному? Хіба не сміховинно, що випадок присуджує комусь смерть, а обставини цієї смерті — секретність чи гласність, термін очікування в один рік чи в одну годину — непідвладні випадку?.. У дійсності, число жеребкувань безкінечне. Жодне рішення не є остаточним, усі вони розгалужуються, породжуючи інші. Невігласи гадають, що безкінечні жеребкування вимагають безкінечного часу; насправді достатньо того, щоб час піддавався безкінечному тискові, як учить знаменита задача про змагання з черепахою) очевидна проблема: якому ж саме часові не потрібна безкінечність, а достатньо лише бути «безкінечно подільним».
Згідно з філософом Жилем Делезом, «по-суті необмежені минуле і майбутнє, що збирають на поверхні безтілесні події-ефекти, суть Еоном — на відміну від завжди обмеженого сьогодення, що вимірює дії тіл як причини і стан їх глибинних сумішей (Хронос)». На думку Делеза, «велич думки стоїків» і полягає у їхній ідеї про те, що такі прочитання часу (як сукупність «мінливих сьогодень» і як «безкінечного поділу на минуле і майбутнє») одночасно і необхідні, і взаємовиключні. З точки зору Делеза, « …в одному випадку сьогодення — це все; минуле і майбутнє указують тільки на відносну різницю між двома сьогоденнями… У другому випадку сьогодення — це ніщо, чистий математичний момент… що виражає минуле і майбутнє, на котрі воно розділене…»
Еон — це минуле-майбутнє, котре в безкінечному діленні абстрактного моменту безупинно розкладається в обох смислах-напрямах, одразу і назавжди ухиляється від сьогодення. Існує два часи: один складено тільки з сьогодень, що сплітаються; а другий постійно розкладається на розтягнуті минуле і майбутнє. Один має завжди певний вигляд — він або активний, або пасивний; другий — це вічний Інфінітив, вічно нейтральний час. Один — циклічний; він вимірює рух тіл і залежить від матерії, котра обмежує і заповнює його. «Другий — чиста пряма лінія на поверхні, безтілесна, безмежна, порожня форма часу, незалежна від усякої матерії… Еон — це місце безтілесних подій і атрибутів, що відмінні від якостей… Кожна подія в Еоні менша за найменший відрізок у Хроносі; та при цьому вона більша за найбільший дільник Хроноса, а саме повного циклу. Безкінечно розділяючись ув обох смислах-напрямах одразу, кожна подія проходить увесь Еон і стає співрозмірним його довжині в обох смислах-напрямах… Еон — пряма лінія, окреслена випадковою точкою.., чиста й порожня форма часу, що звільнилася від тілесної складової сьогодення… Кожна подія адекватна всьому Еонові. Кожна подія комуніціює з усіма іншими, і всі разом вони формують одну Подію — подію Еон, де володіють вічною істиною. У цім таємниця події: воно існує на лінії Еону, та не заповнює її… Уся лінія Еону пробігається „Раптом“, що безперестанку ковзає вздовж цієї лінії і завжди проскакує повз свого місця (порівняймо: „Раптом“ у Платона — це „atopon“, себто те, що позбавлене місця — Автор.)…». Тільки Хронос заповнюється положеннями речей і рухами тіл, котрим він дає міру. Та бувши порожньою і розгорнутою формою часу, Еон ділить до нескінченності те, що переслідує його, ніколи не знаходячи в ньому пристановища — Події всіх подій. «Мова безперестанно народжується в тому напрямі Еону, який спрямовується у майбутнє, і де він закладається, і наче передбачається». Загалом, розділення термінів «Хронос» (що позначає абстрактний, об'єктивний час у контексті кількісних інтервалів його) і Еон мале і воно має важливе значення для філософської традиції Західної Європи.